# Kristoffer Karlsson
Kristoffer Karlsson (Suecia, 1984) es un árbitro de fútbol profesional internacional sueco.

## Partidos internacionales
A continuación se listan los partidos internacionales donde ha actuado como árbitro principal.

### Eurocopa Sub-17
| Eurocopa Sub-17          | Eurocopa Sub-17                    | Eurocopa Sub-17         | Eurocopa Sub-17          | Eurocopa Sub-17 | Eurocopa Sub-17                          | Eurocopa Sub-17 | Eurocopa Sub-17 |
| Fecha                    | Partido                            | Sede                    | Fase                     | Amonestado      | Otorgado · Otorgado otra vez · Expulsado | Expulsado       | Anotado · Penal |
| ------------------------ | ---------------------------------- | ----------------------- | ------------------------ | --------------- | ---------------------------------------- | --------------- | --------------- |
| 6 de octubre de 2018     | Hungría 1 – 0 Serbia               | Telki                   | Grupos (Clasificatorias) | 6               | 0                                        | 0               | 0               |
| 30 de septiembre de 2018 | Rumania 0 – 0 Hungría              | Telki                   | Grupos (Clasificatorias) | 3               | 0                                        | 0               | 0               |
| 24 de marzo de 2017      | Austria 1 – 3 Bosnia y Herzegovina | Bad Waltersdorf         | Ronda Élite              | 7               | 0                                        | 1               | 0               |
| 21 de marzo de 2017      | Dinamarca 1 – 0 Austria            | Rohrbach an der Lafnitz | Ronda Élite              | 3               | 0                                        | 0               | 0               |

### Liga Europa de la UEFA
| Liga Europa de la UEFA | Liga Europa de la UEFA       | Liga Europa de la UEFA | Liga Europa de la UEFA | Liga Europa de la UEFA | Liga Europa de la UEFA                   | Liga Europa de la UEFA | Liga Europa de la UEFA |
| Fecha                  | Partido                      | Sede                   | Fase                   | Amonestado             | Otorgado · Otorgado otra vez · Expulsado | Expulsado              | Anotado · Penal        |
| ---------------------- | ---------------------------- | ---------------------- | ---------------------- | ---------------------- | ---------------------------------------- | ---------------------- | ---------------------- |
| 5 de julio de 2018     | KÍ Klaksvík 2 – 1 Birkirkara | Gundadalur             | Ronda preliminar       | 5                      | 0                                        | 0                      | 0                      |